# Kalanchoe crundallii
Kalanchoe crundallii ist eine Pflanzenart der Gattung Kalanchoe in der Familie der Dickblattgewächse (Crassulaceae).

## Beschreibung

### Vegetative Merkmale
Kalanchoe crundallii ist eine etwas fleischige, kahle, bereifte, ausdauernde Pflanze. Der einfache, stielrunde Trieb ist aufrecht oder niederliegend-aufrecht und erreicht eine Wuchshöhe von bis zu 90 Zentimeter. Nahe der Basis weist der Trieb einen Durchmesser von 1,4 Zentimeter auf. Die etwas  fleischigen Laubblätter sind gestielt. Der 5 bis 20 Millimeter lange Blattstiel ist abgeflacht und etwa 5 Millimeter breit. Die wachsartig grüne bis gelblich grüne, häufig rot gerandete, kreisrunde, selten breit längliche oder verkehrt eiförmige Blattspreite ist 3 bis 7 Zentimeter lang und 2 bis 5,5 Zentimeter breit. Ihre Spitze ist breit gerundet, die Basis keilförmig. Der Blattrand ist ganzrandig oder gekerbt.

### Generative Merkmale
Der kurze, mehr oder weniger längliche Blütenstand ist eine zymöse Rispe. Die aufrechten bis hängenden Blüten stehen an schlanken, 1 bis 1,5 Millimeter langen Blütenstielen. Die fleischigen, dreieckigen Kelchzipfel sind 2 bis 5 Millimeter lang und etwa 2 Millimeter breit. Die rot gefleckten Kronblätter sind grünlich gelb bis tiefgelb. Die zylindrisch vierkantige Kronröhre ist am Schlund leicht zusammengezogen und 14 bis 15 Millimeter lang. Ihre eiförmigen, an der Spitze breit gerundeten Kronzipfel tragen ein aufgesetztes Spitzchen. Sie sind leicht zurückgebogen und weisen eine Länge von 3 bis 4 Millimeter auf und sind etwa 3 Millimeter breit. Die Staubblätter sind oberhalb der Mitte der Kronröhre angeheftet und ragen nicht aus der Blüte heraus. Die Staubbeutel sind 1,2 bis 1,5 Millimeter lang. Die länglichen und an der Spitze gerundeten, hellgrünen Nektarschüppchen weisen eine Länge von 2 bis 2,5 Millimeter auf und sind etwa 1,5 Millimeter. Das längliche Fruchtblatt weist eine Länge von etwa 8 Millimeter auf. Der Griffel ist etwa 2,5 Millimeter lang.
Die Samen erreichen eine Länge von etwa 1,5 Millimeter.

## Systematik und Verbreitung
Kalanchoe crundallii ist in der südafrikanischen Provinz Limpopo zwischen Steinblöcken in bewaldeten Gegenden verbreitet.
Die Erstbeschreibung durch Inez Clare Verdoorn wurde 1946 veröffentlicht.

## Nachweise